# 让扎
让扎（法語：Jenzat，法語發音：[ʒɑ̃za]）是法国阿列省的一个市镇，位于该省南部，属于维希区。

## 地理
让扎（46°9'38"N, 3°11'43"E）面积11.64 平方千米，位于法国奥弗涅-罗讷-阿尔卑斯大区阿列省，该省份为法国中部省份，北起涅夫勒省、西北接谢尔省，西南至克勒兹省，南至多姆山省，东南临卢瓦尔省，东临索恩-卢瓦尔省。
与让扎接壤的市镇（或旧市镇、城区）包括：沙鲁、勒马耶代科勒、马兹里耶、圣博内德罗什福尔、圣日耳曼德萨勒、索尔泽。

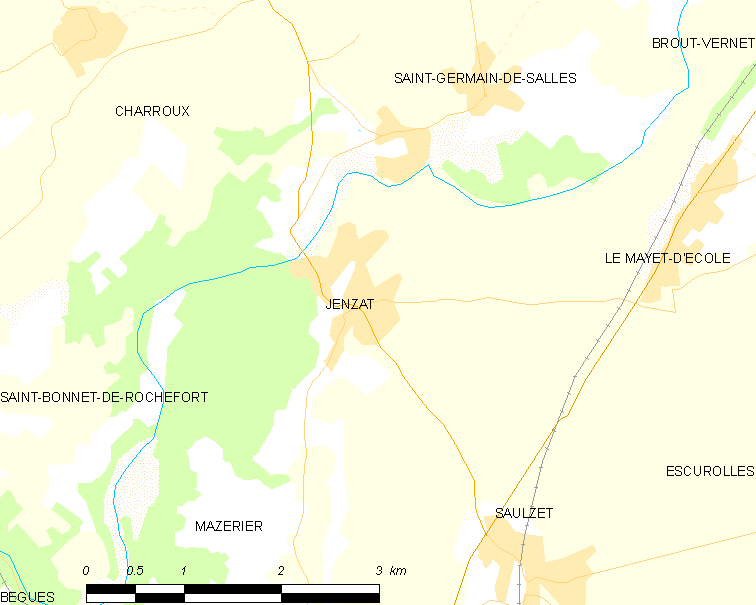
让扎的OSM定位图

让扎的时区为UTC+01:00、UTC+02:00（夏令时）。

## 行政
让扎的邮政编码为03800，INSEE市镇编码为03133。

## 政治
让扎所属的省级选区为加纳县。

## 人口

1962-2008年间让扎人口变化图示

让扎于2022年1月1日时的人口数量为521人。